# Matilde Brandau
Matilde Brandau Galindo (Los Ángeles, c. 1879-1948) est une juriste et enseignante chilienne. Elle a été la deuxième femme à obtenir un diplôme de droit dans son pays, après Matilde Throup.

## Biographie
Née à Los Ángeles, elle est la fille de Valentín Brandau Lapp et d'Emilia Galindo. Elle avait deux frères, Roberto Bradau, décédé en 1909 (à l'âge de 18 ans), et Valentín Brandau (1866-1960), qui était juriste, ainsi que deux sœurs nées respectivement en 1894 et 1985.
Avec la promulgation du décret Amunátegui en 1877, les femmes ont pu poursuivre des études universitaires au Chili. C'est ainsi que Brandau est entrée en 1893 à la faculté de droit de l'Université du Chili, suivant les traces de Matilde Throup qui, un an plus tôt, était devenue la première femme juriste chilienne et la troisième à obtenir un diplôme universitaire en vertu du décret Amunátegui.

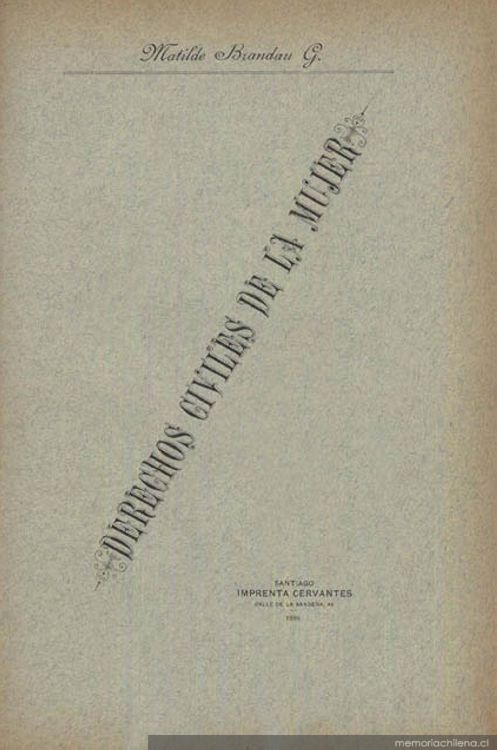
Page de la dissertation de Brandau, Derechos civiles de la mujer (1898).

En 1898, Brandau présente sa thèse Derechos civiles de la mujer (« Droits civils des femmes ») pour obtenir son diplôme de droit. Dans cette étude, Brandau a procédé à une analyse comparative de la situation juridique des femmes soumises à leurs époux dans différents pays, dont le Chili, et à différentes époques. Plusieurs passages ont été progressivement repris par la législation, à commencer par la Constitution chilienne de 1925, qui a modifié le Code civil, et le décret-loi n°3282.
N'ayant jamais exercé le droit, Bradau excellait dans les domaines intellectuel et éducatif. Athénienne, elle a défendu l'égalité des sexes et les droits civils des femmes. Elle a également mise en avant l'éducation des femmes, en tant qu'éducatrice et directrice de plusieurs lycées de filles, comme celles de Linares (1905-1907), Constitución (1908-1913) et Iquique (1915). Elle a été envoyée à deux reprises en Europe par le gouvernement chilien, en 1907 et 1927, pour s'informer sur l'éducation des femmes en Espagne, en Belgique, en Suisse et en Italie. Lors du premier voyage, son mari, le journaliste José Luis Ross Mujica (qu'elle avait épousé en 1907), et qui était consul du Chili en Espagne, est mort d'une appendicite.
À son retour au Chili, elle a pris la direction du lycée N° 2 de Valparaíso. Brandau a fait construire le bâtiment de l'institution, dont la première pierre a été posée en 1937. C'est pour cette raison que l'école porte aujourd'hui son nom. Elle a également mené une grande activité culturelle, en fondant un centre littéraire et en se développant dans la Bibliothèque française, l'Université populaire d'Iquique, la Sociedad Protectora de Estudiantes Pobres, les Colonias Escolares et le Patronato de la Infancia de Iquique.